# 壯五
壯五，是台灣宜蘭縣壯圍鄉的一個傳統地域名稱，位於該鄉西部偏南。相較於今日行政區，其範圍大致包括古結村、吉祥村。

## 歷史
台灣清治末期，壯五地區為一街庄，稱為「壯五庄」，隸屬於民壯圍堡。該庄北及東隔宜蘭河與壯六庄、公館庄為界，東南與新興庄為鄰，南邊為美福庄，西邊為壯四庄，西北邊為壯七庄。
1901年（日治明治三十四年）11月，廢縣廳改設二十廳，該庄隸屬於宜蘭廳，編入第十六區。1905年（明治三十八年）7月，該區改名「民壯圍區」。1909年（明治四十二年）10月，合併二十廳為十二廳，該庄仍隸屬於宜蘭廳。1920年（大正九年），廢十二廳改設五州二廳，該庄改制為「壯五」大字，隸屬於臺北州宜蘭郡壯圍庄。
戰後壯圍庄改制為壯圍鄉，隸屬於臺北縣，大字亦改制為村。1950年10月，北、基、宜分治，壯圍鄉改隸屬於宜蘭縣。

## 聚落
本地區發展較早的聚落為壯五結，在日治期初期的官方地圖上已有記載。此外，本地區尚有下壯五、古結、東南興等聚落。

## 交通
國道5號又稱「北宜高速公路」，是橫跨台灣東西部的高速公路，大致以北北西—南南東走向轉縱向蜿蜒經過壯五地區西部邊界地帶。由該道路向北北西轉北可前往礁溪、頭城西南部、坪林、石碇、南港並止於國道3號南港系統交流道，向南可前往達五結、羅東、冬山、蘇澳等地。
省道台7線（壯五路、古結路、紅葉路）俗稱「北部橫貫公路」，是桃園大溪至壯圍的幹道，大致以西北西—東南東走向轉北北西—南南東走向再轉橫向經過本地區北部及東部。由該道路向西北西可前往宜蘭、員山、大同、復興、大溪等地，向東可前往壯圍公館並止於省道台2線路口。
鄉道宜7線是竹安至新南的道路，大致以東向西與省道台7線共線由本地區東南部入境，下宜蘭河壯圍大橋後轉東南沿堤防道路獨行，再轉南南西經東南興出境。由該道路向東轉北可前往公館西部、壯六東部、十三股、古亭笨東部、新發、車路頭東南部、塭底、大塭東南端並止於鄉道宜4線路口，向南南西可前往新興與美福交界、南興並止於鄉道宜16線路口。
鄉道宜9線（中央路二段）是社頭至南興的道路，大致以北北東—南南西走向轉縱向經過本地區西部。由該道路向北北東可前往壯六西部、功勞、古亭笨、大福地區南部並止於省道台2線路口，向南可前往美福、南興並止於鄉道宜16線路口。
鄉道宜20線是下壯五至東港的道路，其西側端點位於本地區東南部省道台7線路口。由此向東南出境後可前往新興、廍後中部並止於省道台2線路口。